# Hamptjärnen (Bygdeå socken, Västerbotten, 710302-174405)
Hamptjärnen är en sjö i Robertsfors kommun i Västerbotten och ingår i Dalkarlsån-Sävaråns kustområde.